# Violaines
Violaines ist eine französische Gemeinde mit 3844 Einwohnern (Stand: 1. Januar 2022) im Pas-de-Calais in der Region Nord-Pas-de-Calais. Die Gemeinde gehört zum Arrondissement Béthune und zum Kanton Douvrin. Die Einwohner werden Violainais(es) genannt.

## Geographie
Durch Violaines, einer früheren Bergbaugemeinde, führt am Südrand der Canal d’Aire, ein Abschnitt des Großschifffahrtsweges Dünkirchen-Schelde. Umgeben wird Violaines von den Nachbargemeinden Richebourg im Norden und Nordwesten, Lorgies im Norden und Nordosten, La Bassée im Osten, Haisnes im Südosten, Auchy-les-Mines im Süden, Vermelles und Cuinchy im Südwesten, Givenchy-lès-la-Bassée im Westen und Südwesten sowie Festubert im Westen.
Durch die Gemeinde führen die frühere Route nationale 41 (heutige D941) und die frühere Route nationale 47 (heutige D947).

## Bevölkerungsentwicklung
| 1962 | 1968 | 1975 | 1982 | 1990 | 1999 | 2006 | 2011 |
| ---- | ---- | ---- | ---- | ---- | ---- | ---- | ---- |
| 1817 | 1984 | 2425 | 2890 | 3524 | 3577 | 3687 | 3690 |

## Sehenswürdigkeiten

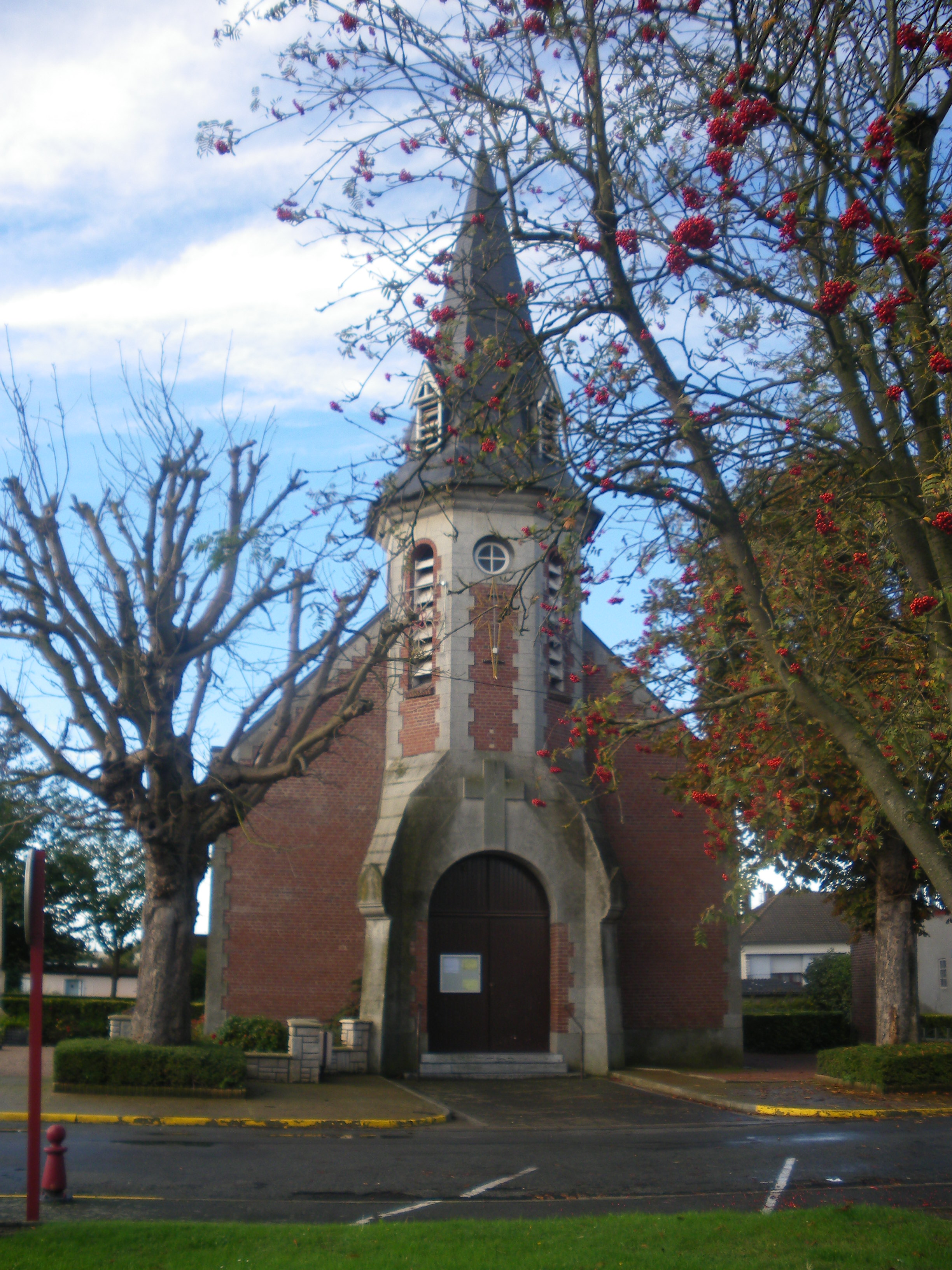
Kirche Saint-Vaast

- Kirche Saint-Vaast
- Britischer Militärfriedhof

## Gemeindepartnerschaft
Mit dem Stadtteil Wandhofen der deutschen Gemeinde Schwerte in Nordrhein-Westfalen besteht eine Partnerschaft.